# Grădiștea (Vâlcea)
Grădiștea es una comuna ubicada en el distrito Vâlcea, Rumania.

## Superficie
Posee una superficie de 48,14 kilómetros cuadrados.

## Demografía
Hasta 2021 la población era de 2332 habitantes, con una densidad de población de 48,44 habitantes por kilómetro cuadrado.